# Camino de Shikoku

Mapa del Camino de Shikoku.

El Shikoku Henro (Camino de Shikoku) es un camino de peregrinación que recorre 88 templos budistas alrededor de la isla japonesa de Shikoku, la más pequeña de las principales del archipiélago de Japón. Esta ruta de 1200 kilómetros atrae cada año a miles de peregrinos de todo el mundo.

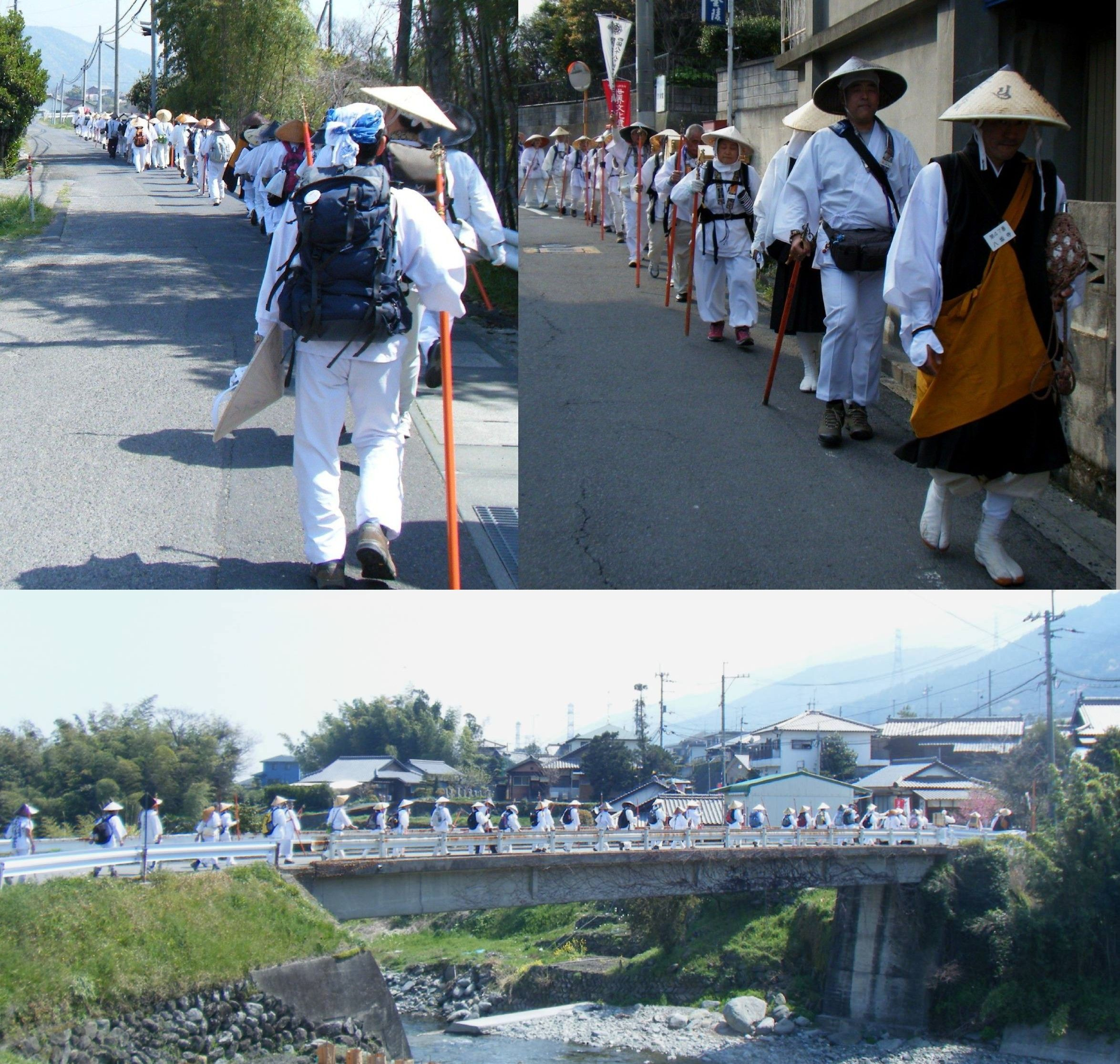

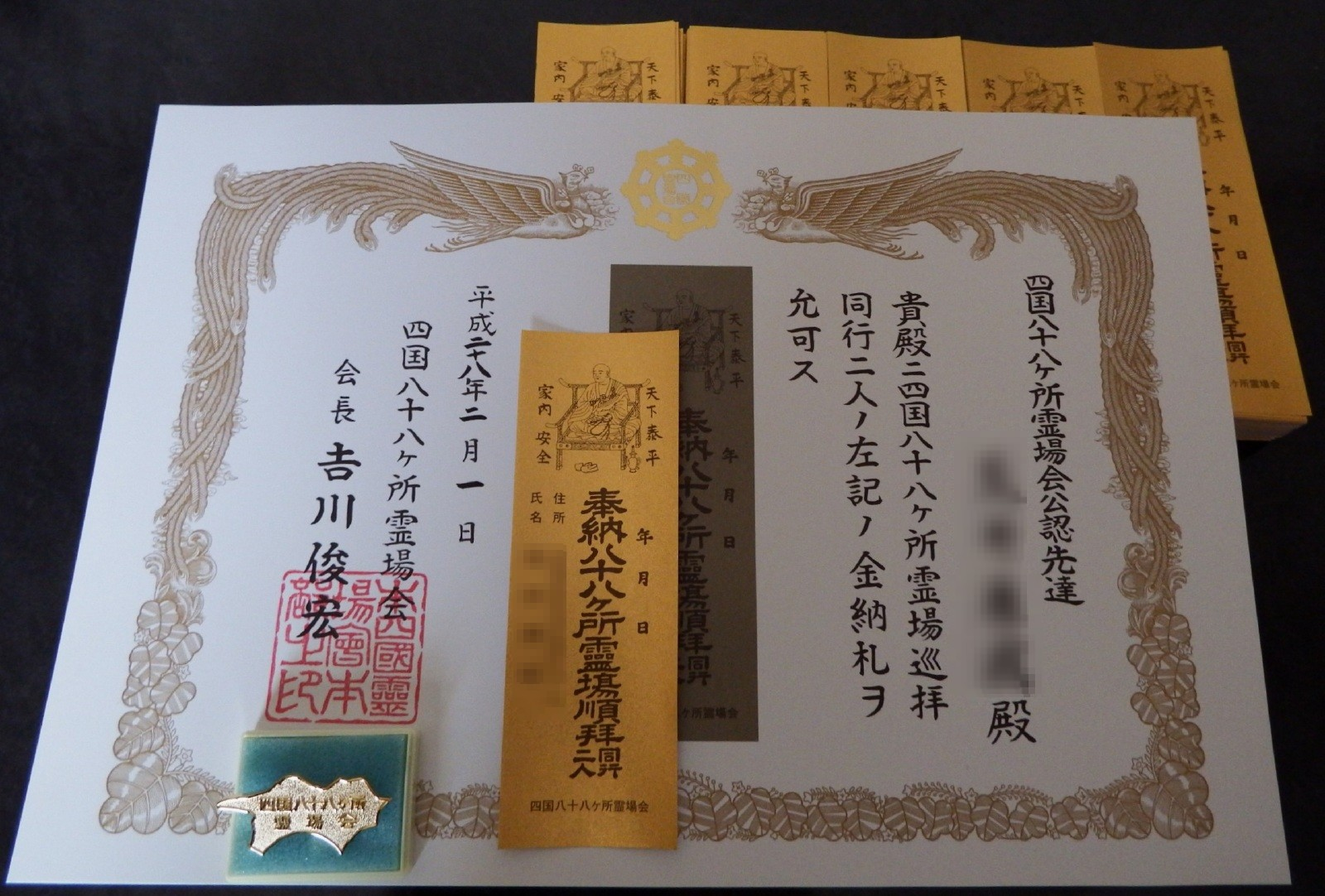

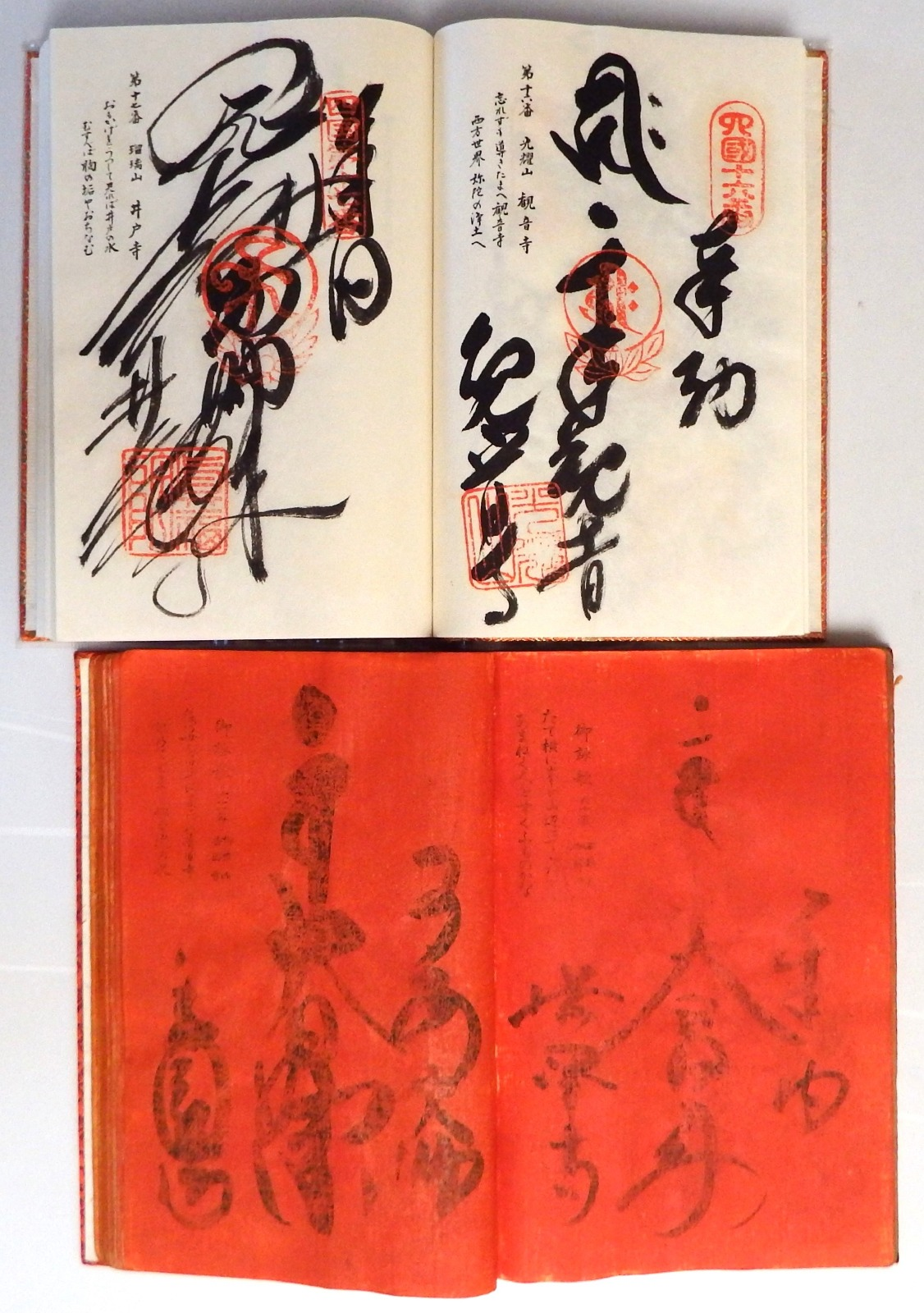

## Historia
El significado del Camino de Shikoku se basa en la figura de Kukai. Este nació en la isla de Shikoku en el siglo VIII y siendo muy joven se ordenó monje budista y dedicó su vida al ascetismo y la meditación. En su vida diaria, Kukai vagó por la isla visitando sitios espiritualmente significativos donde meditar. Aunque viajó a algunos templos que ya existían en el siglo VIII, muchos otros nacieron de las múltiples leyendas del Camino de Shikoku.

## Templos
La ruta se compara con un camino simbólico hacia la iluminación: los templos 1.º al 23.º que representan la idea del despertar (発 心, hosshin), del 24.º al 39.º austeridad y disciplina (修行, shugyō), del 40.º al 65.º alcanzar la iluminación (菩提, bodai) y del 66.º al 88.º entrando en el nirvana (涅槃, nehan). Se incluyen los siguientes templos:
| Número | Templo                         | Imagen principal     | Localización            | Coordenadas                                    | Imagen |
| ------ | ------------------------------ | -------------------- | ----------------------- | ---------------------------------------------- | ------ |
| 1      | Ryōzen-ji (霊山寺)             | Shaka Nyorai         | Naruto, Tokushima       | 34°09′35″N 134°30′09″E / 34.159803, 134.502592 |        |
| 2      | Gokuraku-ji (極楽寺)           | Amitābha             | Naruto, Tokushima       | 34°09′20″N 134°29′25″E / 34.155556, 134.490278 |        |
| 3      | Konsen-ji (金泉寺)             | Shaka Nyorai         | Itano, Tokushima        | 34°08′51″N 134°28′07″E / 34.147436, 134.468544 |        |
| 4      | Dainichi-ji (大日寺)           | Dainichi Nyorai      | Itano, Tokushima        | 34°09′05″N 134°25′51″E / 34.151306, 134.430889 |        |
| 5      | Jizō-ji (地蔵寺)               | Enmei Ksitigarbha    | Itano, Tokushima        | 34°08′14″N 134°25′55″E / 34.137222, 134.431944 |        |
| 6      | Anraku-ji (安楽寺)             | Yakushi Nyorai       | Kamiita, Tokushima      | 34°07′05″N 134°23′18″E / 34.118056, 134.388389 |        |
| 7      | Jūraku-ji (十楽寺)             | Amitābha             | Awa, Tokushima          | 34°07′15″N 134°22′41″E / 34.12075, 134.377925  |        |
| 8      | Kumadani-ji (熊谷寺)           | Guan Yin             | Awa, Tokushima          | 34°07′22″N 134°20′24″E / 34.122778, 134.34     |        |
| 9      | Hōrin-ji (法輪寺)              | Shaka Nyorai         | Awa, Tokushima          | 34°06′16″N 134°20′02″E / 34.104378, 134.333814 |        |
| 10     | Kirihata-ji (切幡寺)           | Guan Yin             | Awa, Tokushima          | 34°06′28″N 134°18′15″E / 34.10775, 134.304278  |        |
| 11     | Fujii-dera (藤井寺)            | Yakushi Nyorai       | Yoshinogawa, Tokushima  | 34°03′06″N 134°20′55″E / 34.051667, 134.3485   |        |
| 12     | Shōsan-ji (焼山寺)             | Kokūzō Bosatsu       | Kamiyama, Tokushima     | 33°59′06″N 134°18′37″E / 33.985028, 134.31025  |        |
| 13     | Dainichi-ji (大日寺)           | Jūichimen Kannon     | Tokushima, Tokushima    | 34°02′17″N 134°27′46″E / 34.038117, 134.462683 |        |
| 14     | Jōraku-ji (常楽寺)             | Miroku Bosatsu       | Tokushima, Tokushima    | 34°03′01″N 134°28′32″E / 34.050333, 134.475639 |        |
| 15     | Awa Kokubun-ji (阿波国分寺)    | Yakushi Nyorai       | Tokushima, Tokushima    | 34°03′20″N 134°28′25″E / 34.055611, 134.473611 |        |
| 16     | Kannon-ji (観音寺)             | Guan Yin             | Tokushima, Tokushima    | 34°04′06″N 134°28′28″E / 34.068472, 134.474344 |        |
| 17     | Ido-ji (井戸寺)                | Yakushi Nyorai       | Tokushima, Tokushima    | 34°05′07″N 134°29′08″E / 34.085167, 134.485444 |        |
| 18     | Onzan-ji (恩山寺)              | Yakushi Nyorai       | Komatsushima, Tokushima | 33°59′10″N 134°34′42″E / 33.986, 134.57825     |        |
| 19     | Tatsue-Ji (立江寺)             | Ksitigarbha          | Komatsushima, Tokushima | 33°58′04″N 134°36′21″E / 33.967861, 134.605806 |        |
| 20     | Kakurin-ji (鶴林寺)            | Ksitigarbha          | Katsuura, Tokushima     | 33°54′50″N 134°30′20″E / 33.913861, 134.505611 |        |
| 21     | Tairyūji (太龍寺）             | Kokūzō Bosatsu       | Anan, Tokushima         | 33°52′57″N 134°31′19″E / 33.882528, 134.521889 |        |
| 22     | Byōdō-ji (平等寺)              | Yakushi Nyorai       | Anan, Tokushima         | 33°51′07″N 134°34′58″E / 33.851833, 134.582778 |        |
| 23     | Yakuō-ji (薬王寺)              | Yakushi Nyorai       | Minami, Tokushima       | 33°43′56″N 134°31′39″E / 33.732306, 134.527583 |        |
| 24     | Hotsumisaki-ji (最御崎寺)      | Kokūzō Bosatsu       | Muroto, Kōchi           | 33°14′56″N 134°10′33″E / 33.249008, 134.175739 |        |
| 25     | Shinshō-ji (津照寺)            | Ksitigarbha          | Muroto, Kōchi           | 33°17′16″N 134°08′54″E / 33.287806, 134.14825  |        |
| 26     | Kongōchō-ji (金剛頂寺)         | Yakushi Nyorai       | Muroto, Kōchi           | 33°18′26″N 134°07′22″E / 33.307222, 134.122861 |        |
| 27     | Kōnomine-ji (神峰寺)           | Jūichimen Kannon     | Yasuda, Kōchi           | 33°28′03″N 133°58′29″E / 33.467611, 133.974778 |        |
| 28     | Dainichi-ji (大日寺)           | Dainichi Nyorai      | Kōnan, Kōchi            | 33°34′39″N 133°42′19″E / 33.577583, 133.705389 |        |
| 29     | Tosa Kokubun-ji (土佐国分寺)   | Guan Yin             | Nankoku, Kōchi          | 33°35′55″N 133°38′26″E / 33.598694, 133.640417 |        |
| 30     | Zenrakuji (善楽寺)             | Amitābha             | Kōchi, Kōchi            | 33°35′31″N 133°34′39″E / 33.591917, 133.577556 |        |
| 31     | Chikurin-ji (竹林寺)           | Monju Bosatsu        | Kōchi, Kōchi            | 33°32′48″N 133°34′39″E / 33.546611, 133.577472 |        |
| 32     | Zenjibu-ji (禅師峰寺)          | Jūichimen Kannon     | Nankoku, Kōchi          | 33°31′36″N 133°36′41″E / 33.526694, 133.611389 |        |
| 33     | Sekkei-ji (雪蹊寺)             | Yakushi Nyorai       | Kōchi, Kōchi            | 33°30′03″N 133°32′35″E / 33.500833, 133.543083 |        |
| 34     | Tanema-ji (種間寺)             | Yakushi Nyorai       | Haruno, Kōchi           | 33°29′30″N 133°29′15″E / 33.491722, 133.487583 |        |
| 35     | Kiyotaki-ji (清滝寺)           | Yakushi Nyorai       | Tosa, Kōchi             | 33°30′45″N 133°24′34″E / 33.5125, 133.4095     |        |
| 36     | Shōryū-ji (青竜寺)             | Fudō Myōō            | Tosa, Kōchi             | 33°25′34″N 133°27′03″E / 33.426, 133.450806    |        |
| 37     | Iwamoto-ji (岩本寺)            | Los Cinco Tathagatas | Shimanto, Kōchi         | 33°12′29″N 133°08′05″E / 33.207972, 133.134611 |        |
| 38     | Kongōfuku-ji (金剛福寺)        | Guan Yin             | Tosashimizu, Kōchi      | 32°43′34″N 133°01′07″E / 32.726028, 133.018556 |        |
| 39     | Enkōji (延光寺)                | Yakushi Nyorai       | Sukumo, Kōchi           | 32°57′41″N 132°46′27″E / 32.961306, 132.774056 |        |
| 40     | Kanjizai-ji (観自在寺)         | Yakushi Nyorai       | Ainan, Ehime            | 32°57′53″N 132°33′51″E / 32.964667, 132.564056 |        |
| 41     | Ryūkō-ji (竜光寺)              | Jūichimen Kannon     | Uwajima, Ehime          | 33°17′43″N 132°35′55″E / 33.295194, 132.5985   |        |
| 42     | Butsumoku-ji (佛木寺)          | Dainichi Nyorai      | Uwajima, Ehime          | 33°18′38″N 132°34′53″E / 33.310583, 132.581472 |        |
| 43     | Meiseki-ji (明石寺)            | Guan Yin             | Seiyo, Ehime            | 33°22′09″N 132°31′08″E / 33.369222, 132.518972 |        |
| 44     | Daihō-ji (大宝寺)              | Jūichimen Kannon     | Kumakōgen, Ehime        | 33°39′39″N 132°54′43″E / 33.660889, 132.912083 |        |
| 45     | Iwaya-ji (岩屋寺)              | Fudō Myōō            | Kumakōgen, Ehime        | 33°39′31″N 132°58′51″E / 33.658667, 132.980722 |        |
| 46     | Jōruri-ji (浄瑠璃寺)           | Yakushi Nyorai       | Matsuyama, Ehime        | 33°45′13″N 132°49′09″E / 33.753556, 132.819111 |        |
| 47     | Yasaka-ji (八坂寺)             | Amitābha             | Matsuyama, Ehime        | 33°45′29″N 132°48′46″E / 33.757944, 132.812861 |        |
| 48     | Sairin-ji (西林寺)             | Jūichimen Kannon     | Matsuyama, Ehime        | 33°47′37″N 132°48′50″E / 33.793722, 132.813944 |        |
| 49     | Jōdo-ji (浄土寺)               | Shaka Nyorai         | Matsuyama, Ehime        | 33°49′00″N 132°48′31″E / 33.816667, 132.808528 |        |
| 50     | Hanta-ji (繁多寺)              | Yakushi Nyorai       | Matsuyama, Ehime        | 33°49′41″N 132°48′16″E / 33.828139, 132.804556 |        |
| 51     | Ishite-ji (石手寺)             | Yakushi Nyorai       | Matsuyama, Ehime        | 33°50′52″N 132°47′47″E / 33.847861, 132.796472 |        |
| 52     | Taisan-ji (太山寺)             | Jūichimen Kannon     | Matsuyama, Ehime        | 33°53′06″N 132°42′54″E / 33.885083, 132.714972 |        |
| 53     | Enmyō-ji (圓明寺)              | Amitābha             | Matsuyama, Ehime        | 33°53′30″N 132°44′23″E / 33.89175, 132.739667  |        |
| 54     | Enmei-ji (延命寺)              | Fudō Myōō            | Imabari, Ehime          | 34°04′01″N 132°57′50″E / 34.066833, 132.964    |        |
| 55     | Nankōbō (南光坊)               | Daitsū-chishō Butsu  | Imabari, Ehime          | 34°04′08″N 132°59′45″E / 34.06875, 132.99575   |        |
| 56     | Taisan-ji (泰山寺)             | Ksitigarbha          | Imabari, Ehime          | 34°03′00″N 132°58′28″E / 34.050111, 132.974583 |        |
| 57     | Eifuku-ji (栄福寺)             | Amitābha             | Imabari, Ehime          | 34°01′46″N 132°58′42″E / 34.029472, 132.978472 |        |
| 58     | Senyū-ji (仙遊寺)              | Guan Yin             | Imabari, Ehime          | 34°00′47″N 132°58′38″E / 34.013194, 132.977361 |        |
| 59     | Iyo Kokubun-ji (伊予国分寺)    | Yakushi Nyorai       | Imabari, Ehime          | 34°01′34″N 133°01′32″E / 34.026167, 133.025444 |        |
| 60     | Yokomine-ji (横峰寺)           | Dainichi Nyorai      | Saijō, Ehime            | 33°50′16″N 133°06′40″E / 33.837861, 133.111139 |        |
| 61     | Kōon-ji (香園寺)               | Dainichi Nyorai      | Saijō, Ehime            | 33°53′37″N 133°06′12″E / 33.893528, 133.103306 |        |
| 62     | Hōju-ji (宝寿寺)               | Jūichimen Kannon     | Saijō, Ehime            | 33°53′50″N 133°06′54″E / 33.897333, 133.114944 |        |
| 63     | Kichijō-ji (吉祥寺)            | Bishamonten          | Saijō, Ehime            | 33°53′46″N 133°07′45″E / 33.896056, 133.129167 |        |
| 64     | Maegami-ji (前神寺)            | Amitābha             | Saijō, Ehime            | 33°53′25″N 133°09′38″E / 33.890222, 133.160667 |        |
| 65     | Sankaku-ji (三角寺)            | Jūichimen Kannon     | Shikokuchūō, Ehime      | 33°58′04″N 133°35′11″E / 33.967639, 133.5865   |        |
| 66     | Unpen-ji (雲辺寺)              | Guan Yin             | Miyoshi, Tokushima      | 34°02′07″N 133°43′25″E / 34.035222, 133.723722 |        |
| 67     | Daikō-ji (大興寺)              | Yakushi Nyorai       | Mitoyo, Kagawa          | 34°06′08″N 133°43′09″E / 34.102194, 133.719167 |        |
| 68     | Jinne-in (神恵院)              | Amitābha             | Kan'onji, Kagawa        | 34°08′02″N 133°38′50″E / 34.133986, 133.647333 |        |
| 69     | Kannon-ji (観音寺)             | Shō Kannon           | Kan'onji, Kagawa        | 34°08′04″N 133°38′51″E / 34.1345, 133.647528   |        |
| 70     | Motoyama-ji (本山寺)           | Batō Kannon          | Mitoyo, Kagawa          | 34°08′23″N 133°41′39″E / 34.139667, 133.694056 |        |
| 71     | Iyadani-ji (弥谷寺)            | Guan Yin             | Mitoyo, Kagawa          | 34°13′47″N 133°43′27″E / 34.229722, 133.724261 |        |
| 72     | Mandara-ji (曼荼羅寺)          | Dainichi Nyorai      | Zentsūji, Kagawa        | 34°13′24″N 133°45′01″E / 34.223306, 133.750219 |        |
| 73     | Shusshaka-ji (出釈迦寺)        | Shaka Nyorai         | Zentsūji, Kagawa        | 34°13′10″N 133°45′01″E / 34.219389, 133.750278 |        |
| 74     | Kōyama-ji (甲山寺)             | Yakushi Nyorai       | Zentsūji, Kagawa        | 34°13′59″N 133°45′57″E / 34.233194, 133.765764 |        |
| 75     | Zentsū-ji (善通寺)             | Yakushi Nyorai       | Zentsūji, Kagawa        | 34°13′30″N 133°46′27″E / 34.225111, 133.774139 |        |
| 76     | Konzō-ji (金倉寺)              | Yakushi Nyorai       | Zentsūji, Kagawa        | 34°15′00″N 133°46′52″E / 34.250097, 133.781014 |        |
| 77     | Dōryū-ji (道隆寺)              | Yakushi Nyorai       | Tadotsu, Kagawa         | 34°16′36″N 133°45′46″E / 34.27675, 133.762694  |        |
| 78     | Gōshō-ji (郷照寺)              | Amitābha             | Utazu, Kagawa           | 34°18′24″N 133°49′28″E / 34.306694, 133.824583 |        |
| 79     | Tennō-ji (天皇寺)              | Jūichimen Kannon     | Sakaide, Kagawa         | 34°18′41″N 133°52′58″E / 34.311472, 133.882861 |        |
| 80     | Sanuki Kokubun-ji (讃岐国分寺) | Jūichimen y Guan Yin | Takamatsu, Kagawa       | 34°18′11″N 133°56′39″E / 34.303139, 133.944167 |        |
| 81     | Shiromine-ji (白峯寺)          | Guan Yin             | Sakaide, Kagawa         | 34°20′01″N 133°55′36″E / 34.333528, 133.926764 |        |
| 82     | Negoro-ji (根香寺)             | Guan Yin             | Takamatsu, Kagawa       | 34°20′40″N 133°57′38″E / 34.3445, 133.960556   |        |
| 83     | Ichinomiya-ji (一宮寺)         | Shō Kannon           | Takamatsu, Kagawa       | 34°17′12″N 134°01′36″E / 34.286611, 134.026583 |        |
| 84     | Yashima-ji (屋島寺)            | Jūichimen y Guan Yin | Takamatsu, Kagawa       | 34°21′29″N 134°06′05″E / 34.357917, 134.10125  |        |
| 85     | Yakuri-ji (八栗寺)             | Shō Kannon           | Takamatsu, Kagawa       | 34°21′36″N 134°08′22″E / 34.359889, 134.139528 |        |
| 86     | Shido-ji (志度寺)              | Jūichimen Kannon     | Sanuki, Kagawa          | 34°19′28″N 134°10′47″E / 34.324306, 134.179639 |        |
| 87     | Nagao-ji (長尾寺)              | Shō Kannon           | Sanuki, Kagawa          | 34°16′00″N 134°10′18″E / 34.266706, 134.171719 |        |
| 88     | Ōkubo-ji (大窪寺)              | Yakushi Nyorai       | Sanuki, Kagawa          | 34°11′29″N 134°12′24″E / 34.191408, 134.206733 |        |